# Технонаука
Технонаука — понятие, широко используемое в междисциплинарном сообществе исследований науки и техники для обозначения технологического и социального контекста науки. Понятие указывает на общее признание того, что научное знание не только социально определено и исторически расположено, но и подкреплено и увековечено материальными (нечеловеческими) сетями.
«Технонаука» — термин, придуманный французским философом Гастоном Башляром в 1953 году. Термин был популяризирован во франкоговорящей части мира бельгийским философом Жильбером Оттуа в конце 1970-х /начале 1980-х и вошёл в общее употребление в английском языке в начале 2000-х.

## Концептуальные уровни технонауки
Понятие технонауки рассматривается с учетом трёх уровней: описательно-аналитический уровень, деконструктивистский уровень и уровень воображения.
На описательно-аналитическом уровне технонаучные исследования изучают решающую роль науки и техники в том, как развивалось знание: Какую роль играют крупные исследовательские лаборатории, в которых ставят эксперименты над организмами, когда дело доходит до определённого способа смотреть на окружающие нас вещи? В какой степени такие обследования, эксперименты и полученные выводы формируют точку зрения на «природу» и на «наши» тела? Как эти выводы связаны с понятием живых организмов как биофактов? До какой степени такие выводы влияют на технологические инновации?
На деконструктивном уровне теоретическая работа касается технонауки, чтобы критически посмотреть на научные методы, например, как Бруно Латуром (социология), Донной Харауэй (история науки), и Карен Барад (теоретическая физика). Выделяют, что научные описания могут быть только предположительно объективными, что описания имеют характер пожелания, и что есть способы демистифицировать их. Подобным образом ведётся поиск новых форм представления, для использования в исследовании.
Технонаука может сопоставляться с рядом других инновационных междисциплинарных областей науки, которые появились в последние годы, такие как техноэтика и технокритика.